# Villers-sous-Ailly
Villers-sous-Ailly is een gemeente in het Franse departement Somme (regio Hauts-de-France) en telt 146 inwoners (1999). De plaats maakt deel uit van het arrondissement Abbeville.

Kerk van Villers-sous-Ailly
Gemeentehuis

## Geografie
De oppervlakte van Villers-sous-Ailly bedraagt 6,3 km², de bevolkingsdichtheid is 23,2 inwoners per km².
De onderstaande kaart toont de ligging van Villers-sous-Ailly met de belangrijkste infrastructuur en aangrenzende gemeenten.

## Demografie
Onderstaande figuur toont het verloop van het inwonertal (bron: INSEE-tellingen).